# Caso legal
Un caso legal es una disputa entre dos partes que se resuelve por un tribunal u otro proceso legal. Un caso legal puede ser civil o penal. La decisión de un tribunal suele publicarse de una forma u otra para su posterior consulta. En países como Estados Unidos, que tienen un sistema de derecho consuetudinario, las decisiones de un tribunal superior son vinculantes para los tribunales inferiores cuando los hechos y las cuestiones son similares. Stare decisis, o el concepto de precedente, significa seguir los casos que se decidieron anteriormente al juzgar el caso actual.